# Monasterio de la Caridad
El monasterio de la Caridad es un edificio del municipio español de Ciudad Rodrigo, en la provincia de Salamanca.

## Descripción
El inmueble se encuentra en el término municipal salmantino de Ciudad Rodrigo, en Castilla y León, y su origen se remontaría al siglo XII. Se encuentra al sureste del núcleo urbano, junto a la carretera SA-V-86, cerca de la localidad de Sanjuanejo.

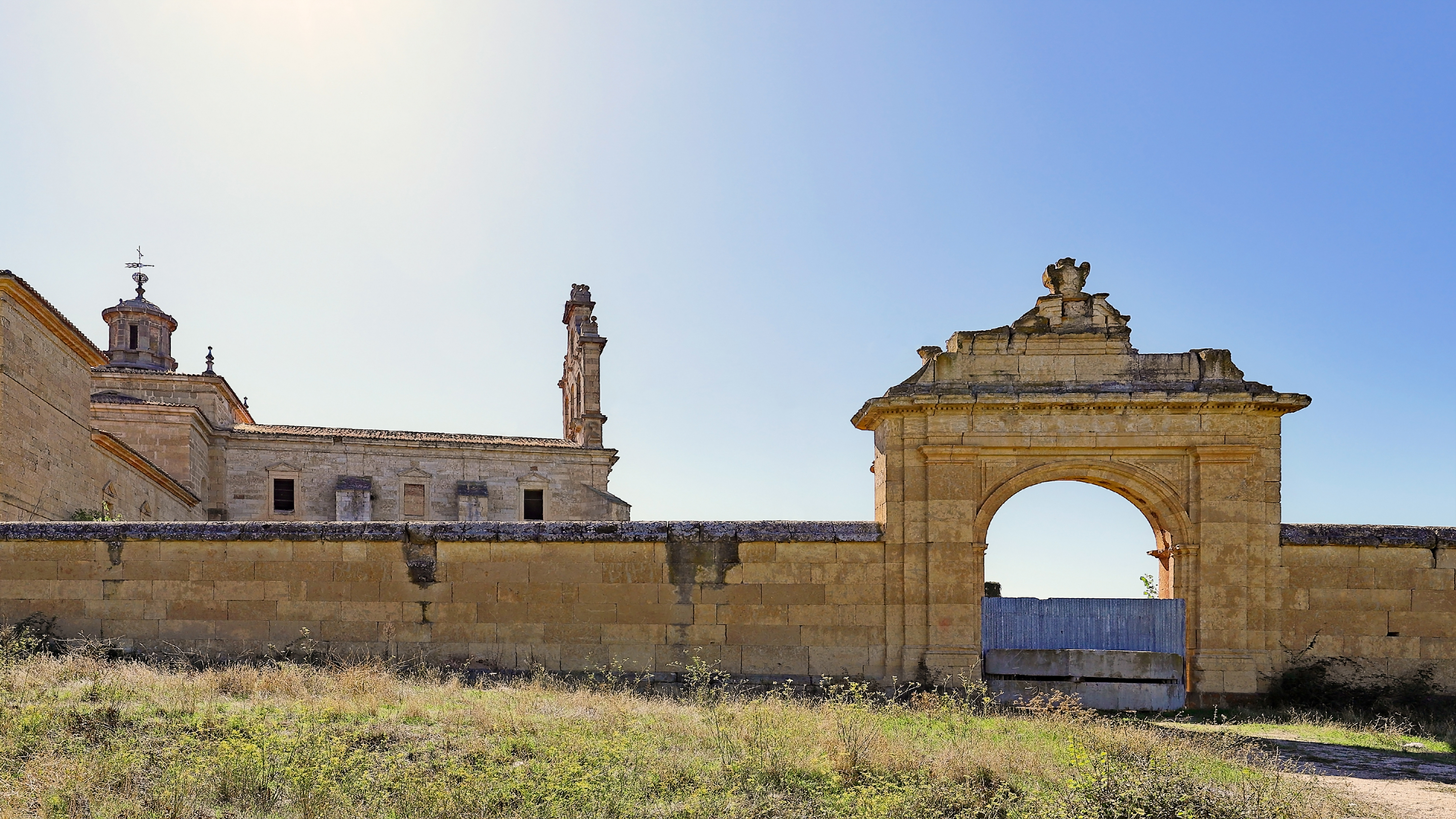
Entrada del monasterio

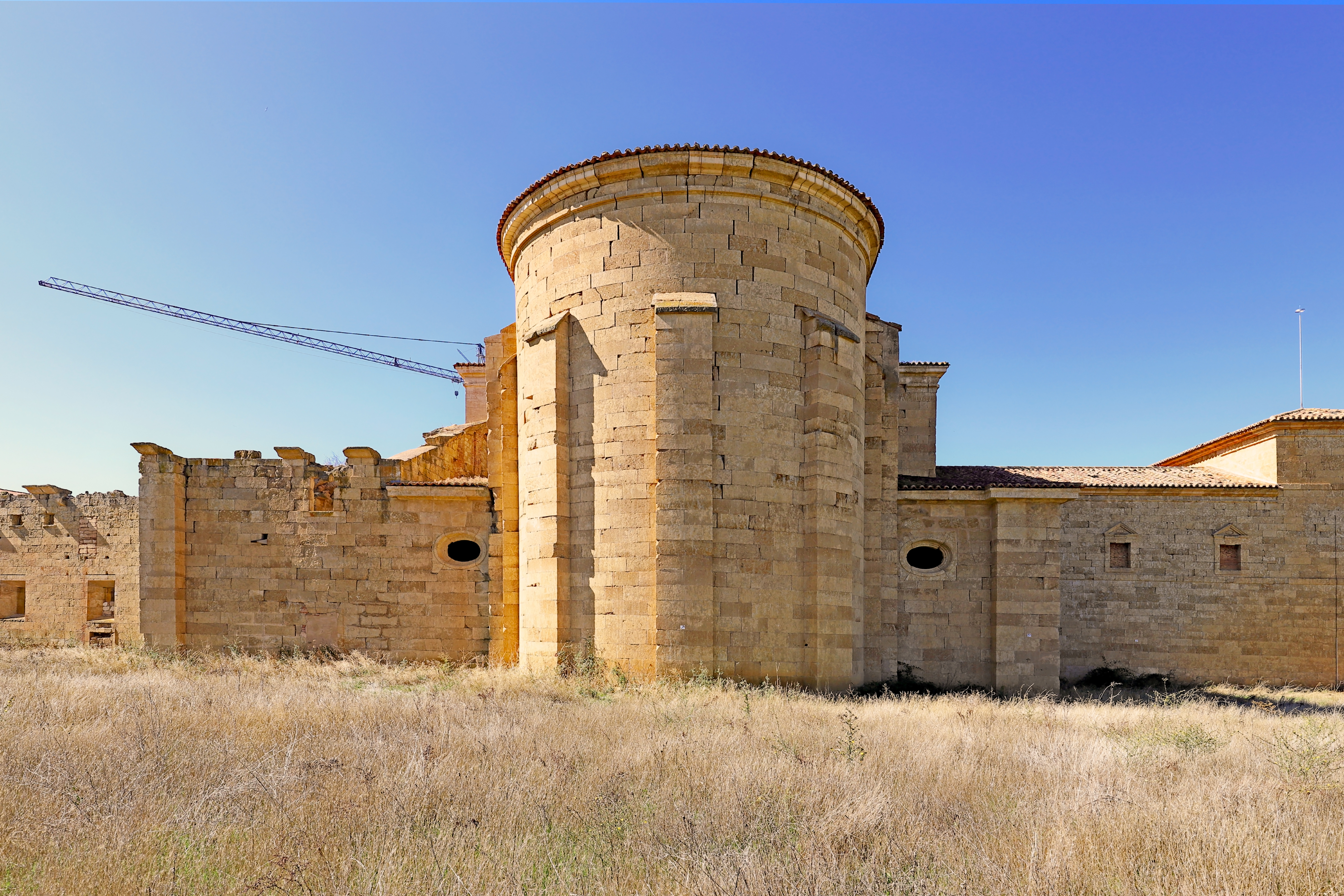
Ábside

El 17 de febrero de 1994, el inmueble fue declarado Bien de Interés Cultural, con la categoría de monumento, mediante un decreto publicado el día 23 de ese mismo mes en el Boletín Oficial de Castilla y León con la rúbrica del presidente de la Junta de Castilla y León, Juan José Lucas, y el consejero de Cultura y Turismo, Emilio Zapatero Villalonga. En diciembre de 2015 el convento fue vendido por la familia Uhagón de Foxá para ser convertido en hotel de lujo. La transacción se vio salpicada por la falsificación de documentación por parte de los compradores, relacionados con una macroestafa conocida como «caso iDental».
Tras el fracaso del proyecto hotelero,  en 2019 el edificio fue embargado por Bankia y sacado a subasta por un juzgado de Ciudad Rodrigo.
Se encuentra incluido en la Lista roja de patrimonio en peligro.
Poco después de estallar la Guerra Civil, fue utilizado como centro de detención por el bando sublevado desde agosto de 1936. Está atestiguado su uso también como campo de concentración franquista durante 1939, con capacidad para dos mil prisioneros.